# Four-State Tornado Swarm
Der Four-State Tornado Swarm war am 15. August 1787 eine Serie von schweren Tornados in Neuengland. Mindestens fünf separate Tornados verursachten schwere Schäden in den Bundesstaaten Connecticut, Rhode Island, Massachusetts und New Hampshire. Zwei Personen wurden durch einen Tornado in Wethersfield, Connecticut getötet und viele weitere in ganz Neuengland verletzt. Das Ereignis ist der erste Tornado Outbreak in den Wetteraufzeichnungen der Mittleren Vereinigten Staaten, die seit 1787 geführt werden.

## Meteorologischer Überblick
Der erste Sturmschaden ereignete sich in Litchfield, Connecticut. Ein starker Nordwestwind mit Hagelkörnern, die mehr als eine Unze (über 28 g) wogen, richtete Ernteschäden an und zerstörte Fenster. Vier Männer wurden durch Blitzschlag verletzt, überlebten jedoch.

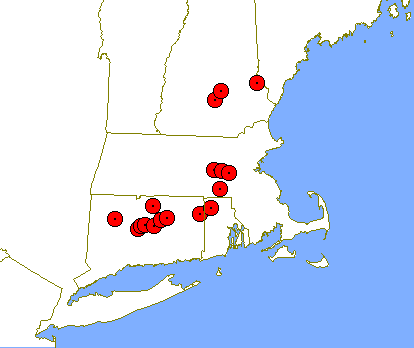
Karte mit Angabe der Gebiete, die Schäden aufzeichneten. Nicht alle dieser Gebiete wurden mit Bestimmtheit von einem Tornado getroffen; manche der Tornados betrafen mehr als eine Ortschaft.

Der erste Tornado hatte in der Nähe von New Britain, Connecticut zwischen 13 und 14:00 Uhr Bodenkontakt und bewegte sich ost-nordostwärts. Das Dach einer Scheune wurden über drei Kilometer weit davongeweht. Der Tornado zog dann durch Newington nach Wethersfield. Er wurde hier als „Wirbeln mit beeindruckender Geschwindigkeit und ein zumeist erschütterndes Röhren“ beschrieben. Der Tornado wanderte durch einen weitgehend unbewohnten Teil der Town; wäre er einige hundert Meter weiter nördlich oder südlich verlaufen, so wäre der Tornado „verhängnisvoll für eine große Anzahl von Familien“ gewesen. Der Tornado zog mit einem geringen Nordversatz in Richtung Osten und traf nur ein Haus, dessen Bewohner angesichts des Tornados aus dem Gebäude geflohen waren. Zwei Jungen, ihre Mutter und ein Baby sowie der Vater wurden von dem Tornado in einem nahen Feld ergriffen. Die beiden Jungen wurden später zwischen einigen Trümmern gefunden, der eine war tot und bei dem anderen wurden „tödliche Wunden befürchtet“. Auch die Mutter kam um, doch das Baby in ihren Armen überlebte mit nur geringen Verletzungen. Der Mann wurde über einen Zaun geschleudert, erlitt jedoch gleichfalls nur leichte Verletzungen. Das Haus der Familie wurde abgedeckt und mehrere Nebengebäude „dem Erdboden gleichgemacht“. Kleider aus dem Haus wurden in fünf Kilometer Entfernung gefunden, Bretter und Bäume wurden von dem Wirbelwind achthundert Meter und weiter weggetragen.
Dieser Tornado setzte seinen Weg von Wethersfield in ostnordöstlicher Richtung fort, wobei er fast alle Bäume in seinem Weg umriss. Er erreichte schließlich Glastonbury. Dort beschädigte er mehrere Häuser und Scheunen schwer und deckte das Dach eines großen Backsteingebäudes ab. In Glastonbury wurden zwei Personen leicht verletzt. Der Schadenspfad dieses Tornados setzte sich mindestens noch nach Bolton und Coventry fort, wo weiterer Schaden entstand. Genauere Angaben zu Sachschäden oder Personenschäden in diesen beiden Orten sind nicht bekannt.
Der zweite Tornado wurde östlich von East Windsor, Connecticut gesichtet. Er beschädigte ein Haus und eine Scheune, entfernte sich jedoch in nordöstlicher Richtung vom Zentrum der Siedlung. Bäume mit einem Stammdurchmesser von 45 cm wurden umgerissen und Steine „von beachtlicher Größe“ herumgewirbelt. Durch diesen Tornado kam es nicht zu aufgezeichneten Verletzungen.
Der dritte Tornado hatte einen längeren Pfad. Er wurde zuerst in Killingly, Connecticut gesichtet und zog nach Nordosten nach Rhode Island, das er in der Nähe von Glocester erreichte. Dort wurden Obstgärten vernichtet und ein Haus mit Scheune wurde „in Stücke gerissen“, während die darin wohnende Familie im Keller Zuflucht suchte. Mehrere andere Häuser wurden abgedeckt. Eine Frau wurde eine Strecke weit mitgerissen, jedoch nur leicht verletzt. Der Tornado setzte seinen Weg nach Nordosten fort, bis nach Mendon, Massachusetts, rund 32 km vom Ort seiner Landung.
Der vierte bekannte Tornado wurde zunächst bei Northborough, Massachusetts entdeckt. Dieser Tornado führte zu schweren Schäden an der Gemarkungsgrenze zwischen Marlborough und Southborough. In Marlborough wurde eine Scheune von ihrem Fundament gerissen. Das Dach eines Hauses wurde zerstört und die Teile davon rund 1200 m weit mitgerissen. In Southborough und Framingham wurden viele Bauwerke beschädigt. Ein Haus wurde zerstört, doch zwei Frauen, die sich darin aufhielten, erlitten nur Schürfwunden. Östlich von Framingham löste sich der Tornado auf. Sturm und Hochwasser verursachten große Ernteausfälle.
Beobachter des Ereignisses berichteten, dass Teile von Häusern, Möbel und Bäume durch die Luft gewirbelt wurden. Auf der gesamten Länge des Pfades kam es zu starken Schäden am Baumbewuchs, doch war der Schadenspfad kaum breiter als 40 m und an vielen Stellen schmaler. In diesen Zonen kam es zu den stärksten Schäden.
Der letzte bekannte Tornado des Tages ereignete sich weiter nördlich in Rochester, New Hampshire. Ein Haus mit acht Bewohnern wurde durch den Tornado von seinem Fundament gehoben, doch nur zwei der Personen wurden verletzt. Teile des Hauses wurden in fünf Kilometer Entfernung gefunden. Eine Scheune wurde „vollständig weggetragen“ und nicht mehr gefunden. Entlang des Tornadopfades, der etwa 20 m breit war, wurden Bäume, Zäune und landwirtschaftliche Erzeugnisse dem Erdboden gleichgemacht. Beachtliche Schäden wurden auch in Dunbarton und Concord verzeichnet, doch ist es nicht bekannt, ob diese direkt mit dem Tornado in Verbindung standen.
| Tornados                                   | Tornados                             | Tornados                                 | Tornados   | Tornados  | Tornados                                                                                   | Tornados |
| F#                                         | Ortslage                             | County                                   | Zeit (UTC) | Pfadlänge | Schäden                                                                                    |          |
| ------------------------------------------ | ------------------------------------ | ---------------------------------------- | ---------- | --------- | ------------------------------------------------------------------------------------------ | -------- |
| Connecticut                                |                                      |                                          |            |           |                                                                                            |          |
| F?                                         | New Britain bis Coventry             | Hartford, Tolland                        | 13:30      | ≥8 km     | New Britain, Newington, Wethersfield, Glastonbury, Bolton, Coventry. 2 Tote, 10 Verletzte. |          |
| F?                                         | nordöstlich von East Windsor         | Hartford                                 | unbekannt  | 8 km      | East Windsor                                                                               |          |
| F?                                         | Killingly bis Mendon, Massachusetts' | Windham, Providence (RI), Worcester (MA) | 17:00      | 32 km     | Killingly, Glocester, RI, Mendon, MA. 1 Person verletzt.                                   |          |
| Massachusetts                              |                                      |                                          |            |           |                                                                                            |          |
| F?                                         | Northborough bis Framingham          | Worcester, Middlesex County              | unbekannt  | 13 km     | Northborough, Southborough, Framingham. 2 Verletzte.                                       |          |
| New Hampshire                              |                                      |                                          |            |           |                                                                                            |          |
| F?                                         | Rochester                            | Strafford                                | unbekannt  |           | Rochester. 2 Verletzte.                                                                    |          |
| Quellen: Grazulis, S. 553; Ludlam S. 12–16 |                                      |                                          |            |           |                                                                                            |          |

## Historische Perspektive
Der 15. August 1787 war zu dem Zeitpunkt der Tag mit den meisten aufgezeichneten Tornados, und es handelte sich um den schlimmsten Tornado Outbreak in der Anfangszeit Neuenglands, dem nur der Great New Hampshire Tornado Outbreak von 1821 gleichkam. Nur sehr wenige Gebäude wurden durch die Tornados getroffen – weil diese viele dicht bewohnte Orte knapp verfehlten –, sodass die Zahl der Opfer gering blieb.
Einige Tage später wurde im Connecticut Courant (heute Hartford Courant) ein Artikel veröffentlicht, der das Erscheinen „einer schwarzen Säule von der Erde bis zu der Wolke“ in der Nähe von Wethersfield beschreibt. Diese Beschreibung blieb bis in die 1830er Jahre die vollständigste Beschreibung eines Tornados.